# 杨柳铺乡
杨柳铺乡，是中华人民共和国湖南省张家界市慈利县下辖的一个乡镇级行政单位。

## 行政区划
杨柳铺乡下辖以下地区：
杨柳铺社区、杨溪社区、岔溪村、四桥村、新铺村、复兴村、三合村、小坑村、腊树村、长湾村、康庄村、中溪村、龙跃村、永圣村、荷叶村、宝景村、向峪村、南山村、荷峪村、申坪村、中广村、华岳村、坪峰村、鸳鸯村和俭庄村。